# 651 г. пр.н.е.

## Събития

### В Азия

#### В Асирия
- Цар на Асирия е Ашурбанипал (669/8 – 627 г. пр.н.е.).[1]
- Продължава „Голямото въстание“ (652 – 648 г. пр.н.е.) на Вавилон ръководено от цар Шамаш-шум-укин (668 – 648 г. пр.н.е.). Вероятно през тази или началото на следващата година той получава подкрепления от арабски отряди.[1]
- Вавилонската войска превзема Кута, но до няколко месеца след това асирийците превземат Нипур в централна Вавилония.[2]

#### В Елам
- Цар Тамариту II (652 – 649 и за кратко през 647 г. пр.н.е.) също продължава провавилонската политика на предшественика си.[3]

### В Африка

#### В Египет
- Псаметих (664 – 610 г. пр.н.е.) е фараон на Египет.[4][5]